# Petre Antonescu
Pour les articles homonymes, voir Antonescu.
Petre Antonescu, né le 29 juin 1873 à Râmnicu Sărat et mort le  22 avril 1965 à Bucarest, est un architecte et un enseignant roumain.

## Biographie
Petre Antonescu a étudié à l'École des beaux-arts de Paris en 1899 jusqu'à ce qu'il obtienne son diplôme. 
En 1900, il devient professeur d'histoire et d'architecture à l'École d'architecture de Bucarest (plus tard l'Académie d'Architecture. Il a utilisé ce style "néo-roumain" de Ion Mincu. Ainsi la réalisation, en 1903, du palais Crețulescu près du parc Cișmigiu situé dans le centre-ville historique de Bucarest, ainsi que le casino et l'hôtel Palas de Sinaia, témoignent du style néo-roumain de l'architecte.
Après la Première Guerre mondiale, il devient recteur de l'université de Bucarest. Il se lance dans de nouveaux styles architecturaux.  En outre, il réalise les plans architecturaux des nouveaux bâtiments universitaires en 1933, l'Arc de triomphe  et l'Institut de l'histoire Nicolae Iorga, tous conçus à Bucarest.
En 1945, il devient membre titulaire de l'Académie roumaine.

## Œuvres
- Arcul de Triumf (Arc de Triomphe) de Bucarest ;
- Palatul Primăriei Capitalei, boulevard Regina Elisabeta, Bucarest ;
- Casa Constantin I.C. Brătianu, Calea Dorobanților ;
- Casa Soare (Ancien restaurant Casa Bucur), Bucarest ;
- Palais Băncii Marmorosch Blank, Str Doamnei, Bucarest ;
- Palais Facultății de Drept, boulevard Regina Elisabeta, Bucarest ;
- Palais Crețulescu, boulevard Știrbei Voda, Bucarest ;
- Hôtel Triumf (1935) ;
- Casino de Sinaia ;
- Hôtel Palace de Sinaia ;
- Palais de Justice de Buzău ;
- Palais de Justice de Brăila ;
- Palais Primăriei de Craiova ;
- Académie roumaine ou École roumaine, à Rome (en roumain : Școala Română) en 1933 ;
- Imobilul Societății Politehnica, Calea Victoriei ;
- Palais Arhivelor Naționale (disparue, était située dans l'ancienne cour du monastère de Michael Voda) ;
- Casino de Constanța, coréalisé avec l'architecte Daniel Renard (1904-1910) ;
- Institut d'Histoire "Nicolae Iorga” à Bucarest.